# Dialecto caipira
El caipira es un dialecto de la lengua portuguesa hablado en localidades de influencia del pueblo caipira en la Paulistania, región cultural. Es hablado principalmente en el interior del estado de São Paulo, en el Mato Grosso del Sur, en el Triângulo Mineiro y sur de Minas Gerais, en el sur de Goiás, en el extremo norte, centro y oeste de Paraná, así como en otras regiones del interior del estado.

## Influencias
El dialecto caipira posiblemente fue influenciado por la llengua tupí arcaica, así como por uno de sus desarrollos históricos, la lingua paulista. Siendo la lengua habitual de los bandeirantes que ocuparon las regiones donde hoy se escucha esta variante dialectal, la antigua lengua tupí no presentaba algunos de los sonidos portugueses habituales, como los representados por las letras l, r y por el dígrafo lh . En efecto, el dialecto caipira se caracteriza por la sustitución, al final de una sílaba, de la aproximante lateral alveolar por la vibrante alveolar simple ("almoço" (español: almuerzo) se convierte en armoço, "coronel" se convierte en coroner), por la sustitución del la aproximante lateral palatal por un i vocoide no silábico, como en "abeja" y "trabajo", que se convierte en abeia y trabaio, y por la caída de la consonante /r/ de los verbos en infinitivo (andá, corrê, dormi). En los tres casos hubo una adaptación de la fonética portuguesa al tupí. Otro punto en común entre la lengua tupi y el dialecto caipira es la ausencia de diferenciación entre singular y plural: kunhã, en tupi arcaico puede significar tanto "mujer" como "mujeres", y el dialecto caipira usa tanto "a casa" (las casas para) como "as casa" (la casa).

## Características

### Fonética
La fonética caipira está marcada por cinco rasgos distintivos principales:
1. El "R" caipira: El fonema /r/, al final de una sílaba o en posición intervocálica, asume las características formas aproximante alveolar [ɹ], retrofleja [ɻ],[7][8] similar al español paraguayo.
2. La rotación de la "L": la permutación, al final de una sílaba, de la aproximante lateral [l] por el fonema /r/ ("mil" es mir, "ajuar" es enxovar, etc.). Este rasgo no es exclusivo del dialecto caipira, sino que se va presentando paulatinamente en todo el país, siendo menos común en la lengua culta. Este es un fenómeno que ya estaba ocurriendo en la transición del latín al portugués (por ejemplo: clavu > clavicémbalo).
3. La iotización de "LH": [ʎ] ("Falló" es faiô ([faˈjo]); "Mujer" es muié ([muˈjɛ]); "Ajo" es aiu ([ˈaju]); "Viejo" es véio [vɛˈju], etc.) . Al igual que la rotación de la L, este rasgo existe en todo el Brasil, siendo más una marca social que regional.
4. El apócope de la consonante /r/ al final de los verbos en infinitivo ("Jugar" es brincá ([bɾĩˈka]); "Mirar" es oiá ([oˈja]); "Comer" es comê ([koˈme]); "Llorar" es chorá ([ʃoˈɾa]); etc.).
5. La transformación de las proparoxítonas en paroxítonas: Apócope o síncopa en palabras de proparoxítonas y aféresis en muchas palabras.

### Morfosintáctico
Algunas características morfosintácticas, muy difundidas en el portugués brasileño, son vistas como características del dialecto caipira, como:
- "Las mujeres" es as muié ([az muˈjɛ]), "los hombres" es u zomi ([u ˈzomi]), "las cosas" es as coisa ([as ˈkojzɐ]), "los primos" es "os primu" ([us ˈpɾimu]) etc.
- La nasalización de /d/ al final del gerundio (otras terminaciones en ←ndo> no sufren este fenómeno):[9] ("Hablando" es falanu ([faˈlɐ̃nu]); "Cuando" es quandu ([ˈkwɐ̃du]); etc.).

## Variaciones
El dialecto caipira se puede dividir en cinco subdialectos:
- El primero, hablado en la región sur del Estado de São Paulo (regiones de Vale do Ribeira, Sorocaba, Itapetininga y Itapeva ) y el Estado de Paraná, se caracteriza por la marca de la grafía "e" siempre pronunciada como fónica. Por lo tanto, palabras como "quente" (español: caliente) y "dente" (español: diente) tienen la "e" átona pronunciada como /e/ y no como /i/ común en el portugués brasileño. Esta es también una característica del portugués hablado en Santa Catarina, y Río Grande del Sur.[10]
- El segundo subdialecto es de las regiones del Medio Tietê (Campinas, Piracicaba, Capivari, Porto Feliz, Itu, Santa Bárbara d'Oeste, Americana, Limeira, Río Claro, São Carlos, Araraquara y Jaú). Se caracteriza por el "r" retroflejo incluso al principio de sílaba (como en caro, parada) y en los dígrafos (frente, etc.). También se caracteriza por la no palatalización de los grupos fónicos "di" y "ti" y la frecuente iotización de LH.[11][10]
- El tercer subdialecto comprende las regiones paulistas norte, noreste y noroeste (Ribeirão Preto, Franca, São José do Rio Preto) y oeste (Araçatuba, Presidente Prudente, Bauru, Marília, Lins), región suroeste de Minas Gerais (Poços Caldas, São Sebastião do Paraíso, Pouso Alegre, Cássia, Passos, Guaxupé), así como parte del estado de Paraná y Mato Grosso del Sur. Se caracteriza por r retroflejas solo en acordes vocálicos (finales de sílabas), como en "porta" (español: puerta), "certo" (español: cierto), "aberto" (español: abierto) y palatización de los grupos fónicos "di" y "ti". En las ciudades de Minas Gerais está presente el ritmo típico del dialecto mineiro.[12][10]
- Un cuarto subdialecto comprende la región de la mesorregión del Vale do Paraíba Paulista (Taubaté, Guaratinguetá) y Litoral Norte. Caracterizado por r retroflejas solo en acordes vocálicos y con ausencia de palatización de los grupos fónicos "di" y "ti".[10]
- El quinto grupo corresponde al Triângulo Mineiro y la parte sur y sureste del estado de Goiás. Comprende subhabla con pronunciación como grupo tres y con un ritmo típico del dialecto mineiro, con aumento de tono en las sílabas acentuadas, y "r" retroflejo solo en vocal coda, además de la palatización de los grupos fónicos "di" y "ti". El sur de Minas Gerais y parte de la región sur del estado de Río de Janeiro (Paraty) tienen la misma variación del acento caipira.[1]

## Ejemplo de frases caipiras

### Comparación con el portugués, gallego y castellano
| Caipira     | Portugués      | Gallego   | Castellano    |
| ----------- | -------------- | --------- | ------------- |
| Bão dia     | Bom dia        | Bos dias  | Buenos días   |
| Bas tarde   | Boa tarde      | Boa tarde | Buenas tardes |
| Bas noite   | Boa noite      | Boa noite | Buenas noches |
| Dereito     | Direito        | Dereito   | Derecho       |
| Piá, Minino | Menino, Garoto | Neno      | Chico, Niño   |
| Despoi      | Depois         | Despois   | Después       |
| Sim         | Sim            | Si        | Sí            |
| Não, Num    | Não            | Non       | No            |
| Bamo        | Vamos          | Imos      | Vamos         |
| Inté        | Até            | Ata       | Hasta         |
| Orópa       | Europa         | Europa    | Europa        |
| Nóis, Nói   | Nós            | Nós       | Nosotros      |
| Ansim       | Assim          | Así       | Así           |

- Datos: Q10265994